# Belle époque

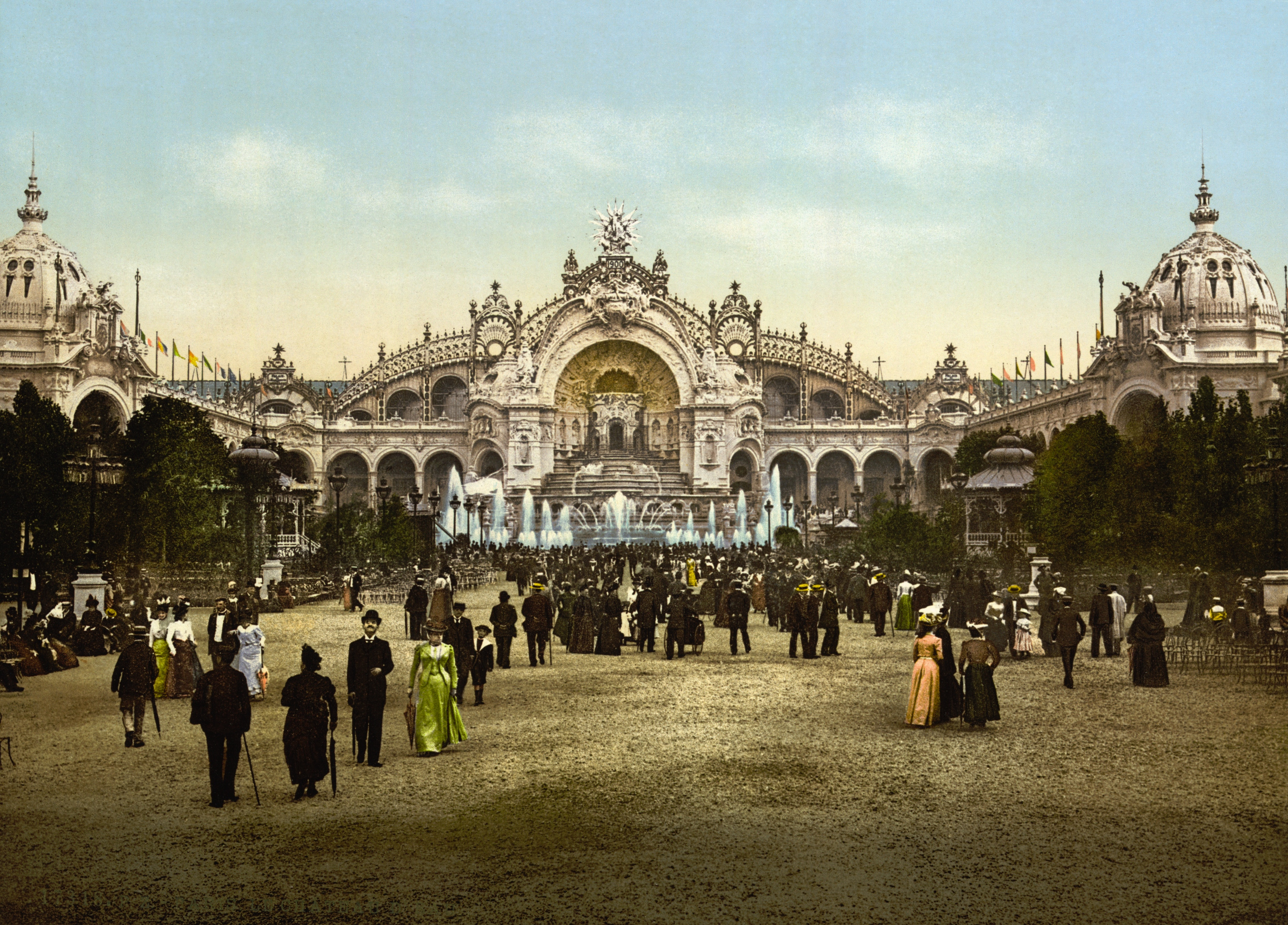
Wystawa światowa w Paryżu (1900)

Belle époque (fr. Belle Époque – piękna epoka, piękny okres, piękny czas) – nazwa nadana okresowi od zakończenia wojny francusko-pruskiej w 1871 roku do wybuchu I wojny światowej.
Miała miejsce w czasie trwania Trzeciej Republiki Francuskiej oraz Cesarstwa Niemieckiego i była uważana za okres rozkwitu, postępu i spokoju w Europie. Postęp techniczny (m.in. wynalezienie telefonu, radia, autochromu, samochodu, samolotu) sprawiał, że życie codzienne stawało się łatwiejsze. Belle époque to również okres rozwoju kulturowego, powstała kinematografia, rozkwitał kabaret, w sztuce panowała secesja i impresjonizm. Ówczesne społeczeństwa wierzyły w postęp i dobrobyt, jakkolwiek jednocześnie pojawił się dekadentyzm, szczególnie związany z pojęciem fin de siècle. W tym czasie rosła też świadomość własnej siły klasy robotniczej. Powstawały liczne ruchy socjalistyczne i partie rewolucyjne.
Ten okres względnego spokoju, rozkwitu i pomyślności został gwałtownie przerwany przez wybuch Wielkiej Wojny, która doprowadziła do głębokich przemian polityczno-społecznych na kontynencie, doprowadzając między innymi do rozpadu trzech wielkich monarchii europejskich (Cesarstwa Niemieckiego, Austro-Węgier i Imperium Rosyjskiego), powstania wielu państw narodowych (np. II Rzeczypospolitej) i narodzin totalitaryzmów (ZSRR, III Rzesza).